# Carl Rümpler (Verleger)
Carl Rümpler (auch: Karl Rümpler oder Ernst Karl Rümpler oder Ernst Carl Rümpler; * 17. Dezember 1820 in Hannover; † im 19. oder 20. Jahrhundert) war ein deutscher Buchhändler, Verleger und Redakteur.

## Leben
Carl Ernst Rümpler wurde 1820 als Sohn des Schneiders Georg Friedrich Rümpler und dessen Ehefrau Sophie Antoinette Dorothea Eickhoff in Hannover geboren. Ab 1835 arbeitete er in Hannover, seinerzeit die Residenzstadt des gleichnamigen Königreichs, als Lehrling in der Hellwing'schen Hofbuchhandlung. Später wurde er in Leipzig als Mitarbeiter der Verlags- und Kommissionsbuchhandlung von Theodor Oswald Weigel tätig.

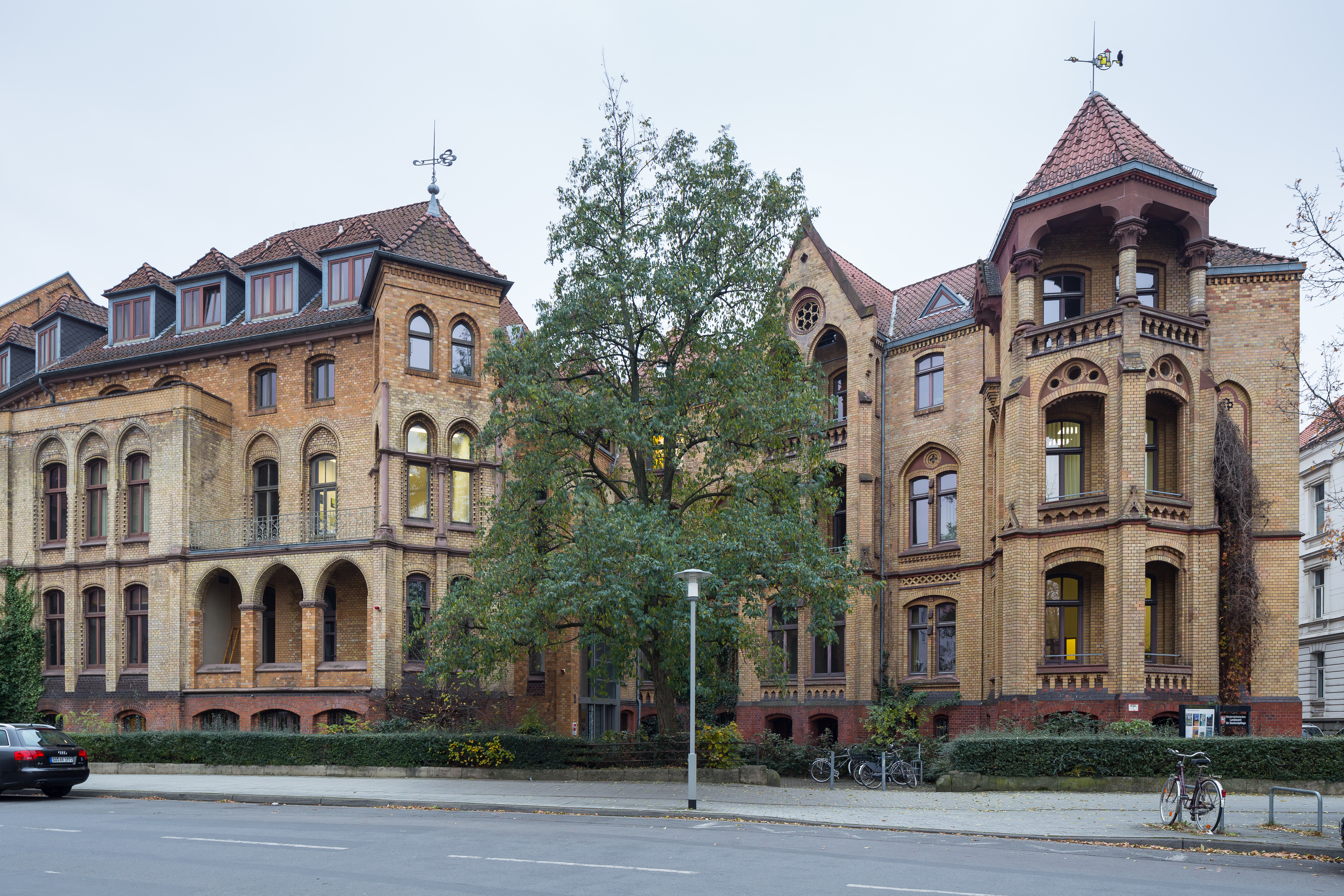
Rümplers erweiterte Villa unter der – heutigen – Adresse Scharnhorststraße 1 im Stadtteil Zoo, Sitz des Niedersächsischen Landesamts für Denkmalpflege, wurde auch von Adolf zum Berge bewohnt

Kurz nach dem Beginn der Märzrevolution – Rümpler war in seine Heimatstadt zurückgekehrt – gründete er dort 1848 unter seinem eigenen Namen zunächst die Sortimentsbuchhandlung Carl Rümpler, wurde aber rasch auch verlegerisch tätig. 1858 verkaufte er das Buchsortiment an Theodor Schulze, um sich ganz vor allem auf seine Verlagsaufgaben zu konzentrieren.
Unterdessen hatte Rümpler gemeinsam mit Adolf zum Berge, der mit Hoffmann von Fallersleben verwandt war, 1854 die Tageszeitung Hannoverscher Courier gegründet, deren Erstausgabe am 6. September 1854 herausgegeben wurde und in die Carl Rümpler später, in Zusammenarbeit mit der Familie Jänecke, die Zeitung für Norddeutschland integrierte.
Am 6. November 1855 wurde Ernst Karl Rümpler als affiliiertes Mitglied in die Johannis-Freimaurerloge Zum schwarzen Bär im Orient von Hannover aufgenommen, in der er von 1868 bis 1873 die Aufgaben des zugeordneten Meisters vom Stuhl wahrnahm.
Der bald zum Kommerzienrat ernannte Rümpler hatte laut dem Adressbuch der Königlichen Haupt- und Residenzstadt Hannover für 1866 seinen Sitz zeitweilig in der Windmühlenstraße 7, ließ sich jedoch ab 1865 als eines der ersten Gebäude im späteren Stadtteil Zoo nach Plänen des Architekten Ernst Bösser eine Villa errichten, welche die Adresse Seelhorststraße 1 (später: Scharnhorststraße 1) trug. 1882 veräußerte er seinen Wohnsitz für 122.300 Mark an die Barmherzigen Schwestern vom hl. Vinzenz von Paul in Hildesheim, die das Gebäude durch den Architekten Christoph Hehl umbauen und erweitern ließen und zum Krankenhaus umfunktionierten (St. Vinzenzstift). Heute ist das denkmalgeschützte Gebäude Sitz des Niedersächsischen Landesamts für Denkmalpflege. Hier wohnte laut dem Adreßbuch der Königlichen Residenz-Stadt Hannover von 1868 auch der „Redakteur des Couriers“, Adolf E. C. zum Berge, spätestens ab 1867 unter der damaligen Adresse Seelhorst 1, dort speziell im 2. Obergeschoss.
Carl Rümpler hatte in weniger als drei Jahrzehnten bald 600 oftmals wissenschaftliche Publikationen bekannter Persönlichkeiten verlegt, beispielsweise von Hoffmann von Fallersleben, Oskar Schade, Julius Theodor Grunerts, August Nathanael Böhner, Karl Ruß, oder beispielsweise Berthold Seemann und Georg Schambach.

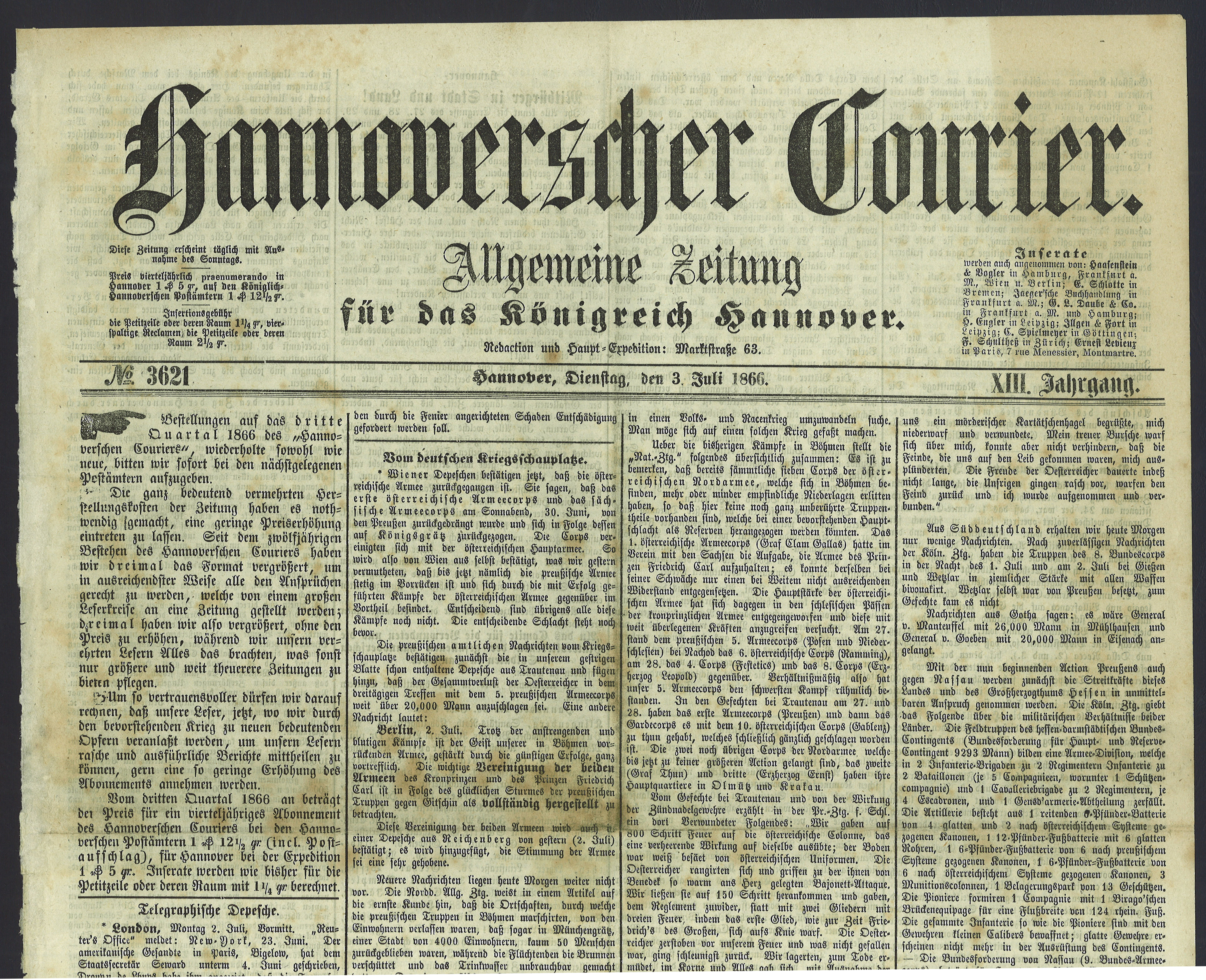
3. Juli 1866: Der Hannoversche Courier, noch für das Königreich Hannover, wenige Tage nach der Schlacht bei Langensalza und der Kapitulation gegenüber Preußen

In der Gründerzeit des Deutschen Kaiserreichs wurde Carl Rümpler 1872 Direktor der neu gegründeten Zeitungsaktiengesellschaft Hannover AG, die in Kooperation mit dem Druck- und Verlagshaus der Gebrüder Jänecke die damals drei liberalen und preußenfeindlichen hannoverschen Zeitungen unter dem Titel Hannoverscher Kurier zusammenfassten. Die Funktion des Direktors übte Rümpler bis 1881 aus, gefolgt von Christian Jänecke.
Nicht zuletzt auch als Vorstand des Kunstvereins Hannover unterhielt Rümpler Briefwechsel mit zahlreichen Persönlichkeiten des öffentlichen Lebens (siehe im Abschnitt Archivalien).

## Archivalien
Archivalien von und über Carl Rümpler finden sich beispielsweise
- über den Kalliope-Verbund unter Rümpler, Carl